# فرانکلین (ویسکانسین)
فرانکلین، ویسکانسین  (به انگلیسی: Franklin) شهری در شهرستان میلواکی ایالت ویسکانسین است که در سال ۱۹۵۶ بنیان‌گذاری شده‌است. طبق سرشماری سالِ ۲۰۱۰ میلادی این شهر ۳۵٬۴۵۱ نفر جمعیت داشته است.